# 蓋爾蓋什蒂鄉
46°30′N 27°31′E / 46.500°N 27.517°E
蓋爾蓋什蒂鄉（羅馬尼亞語：Comuna Gherghești, Vaslui），是羅馬尼亞的鄉份，位於該國東北部，由瓦斯盧伊縣負責管轄，面積72平方公里，海拔高度172米，2007年人口2,859，人口密度每平方公里39人。